# Union des pilotes civils de France
L'Union des pilotes civils de France est une association fondée en 1922, durant l'entre-deux-guerres. Elle est reconnue d'utilité publique depuis le décret no 4765 du 20 mars 1929. Elle est affiliée à la Fédération française aéronautique, agréée par le Ministère de la Jeunesse et des Sports et la Direction générale de l'Aviation civile (DGAC).
La flotte actuelle de l'UPCF est constituée de 6 avions, composée de  trois Cessna 152, un Cessna 172 mais aussi d’un Piper PA28 et d’un PA19.
L’UPCF possède aussi son propre site internet, compte Instagram et compte Facebook leur permettant de partager la vie du club.

## Historique
L'Union des Pilotes Civiles de France (UPCF) est basé sur l'aérodrome de Meaux Esbly près de Paris. 